# Aloe transvaalensis
Aloe transvaalensis é uma espécie de liliopsida do gênero Aloe, pertencente à família Asphodelaceae.